# سکیک، ادلب
سکیک (به عربی: سکیک) یک روستا در سوریه است که در ناحیه تمانعه واقع شده‌است. سکیک ۸۴۸ نفر جمعیت دارد.